# Túlio (ur. 1976)
Túlio Lustosa Seixas Pinheiro (ur. 25 kwietnia 1976) – brazylijski piłkarz występujący na pozycji pomocnika.

## Kariera klubowa
Od 1995 do 2012 roku występował w klubach Goiás EC, Al-Hilal, Botafogo, Oita Trinita, Corinthians Paulista, Grêmio i Figueirense.